# 维塔利·谢瓦斯季亚诺夫
维塔利·伊万诺维奇·谢瓦斯季亚诺夫（俄语：Виталий Иванович Севастьянов，1935年7月8日—2010年4月5日），苏联宇航员。

## 生平
1935年7月8日生于苏联斯维尔德洛夫斯克州克拉斯诺乌拉尔斯克。1953年毕业于索契第9中学，考入莫斯科航空学院。1959年开始在第一实验设计局担任工程师。1963年加入苏联共产党。期间曾在宇航员培训中心担任航天动力学兼职讲师。1967年1月，入选苏联宇航员队伍。
1967年2月至1969年2月，他接受了绕月飞行和登陆月球计划的训练。1969年至1970年，他和尼古拉耶夫一起接受联盟号载人飞船的飞行训练。
1970年6月1日至19日，他是联盟9号飞船的飞行工程师，与飞船指令长尼古拉耶夫一共环绕地球286周，耗时424小时58分，创造了人类太空停留时间的世界纪录。
1971年，他是联盟11号的后备飞行工程师。1975年1月，他是联盟17号飞船的后备乘员。4月，他是联盟18号飞船飞行工程师马卡罗夫的替补，但这次任务火箭一二级分离失败，拉扎列夫和马卡罗夫紧急逃生。在对外保密的情况下，5月24日，他与指令长克利穆克乘坐备用的联盟18号飞船成功升空，并在环绕地球飞行两天后与礼炮4号空间站成功对接。7月26日在地球成功着陆，创造了63天太空滞在新纪录。
第二次飞行后，他继续在宇航员支队接受训练。1977年1月至1979年2月，担任能源科研生产联合公司宇航员领导小组组长。1977年至1986年，担任苏联国际象棋联合会主席。1993年12月30日，因当选俄罗斯联邦国家杜马议员而辞去宇航员相关职务。

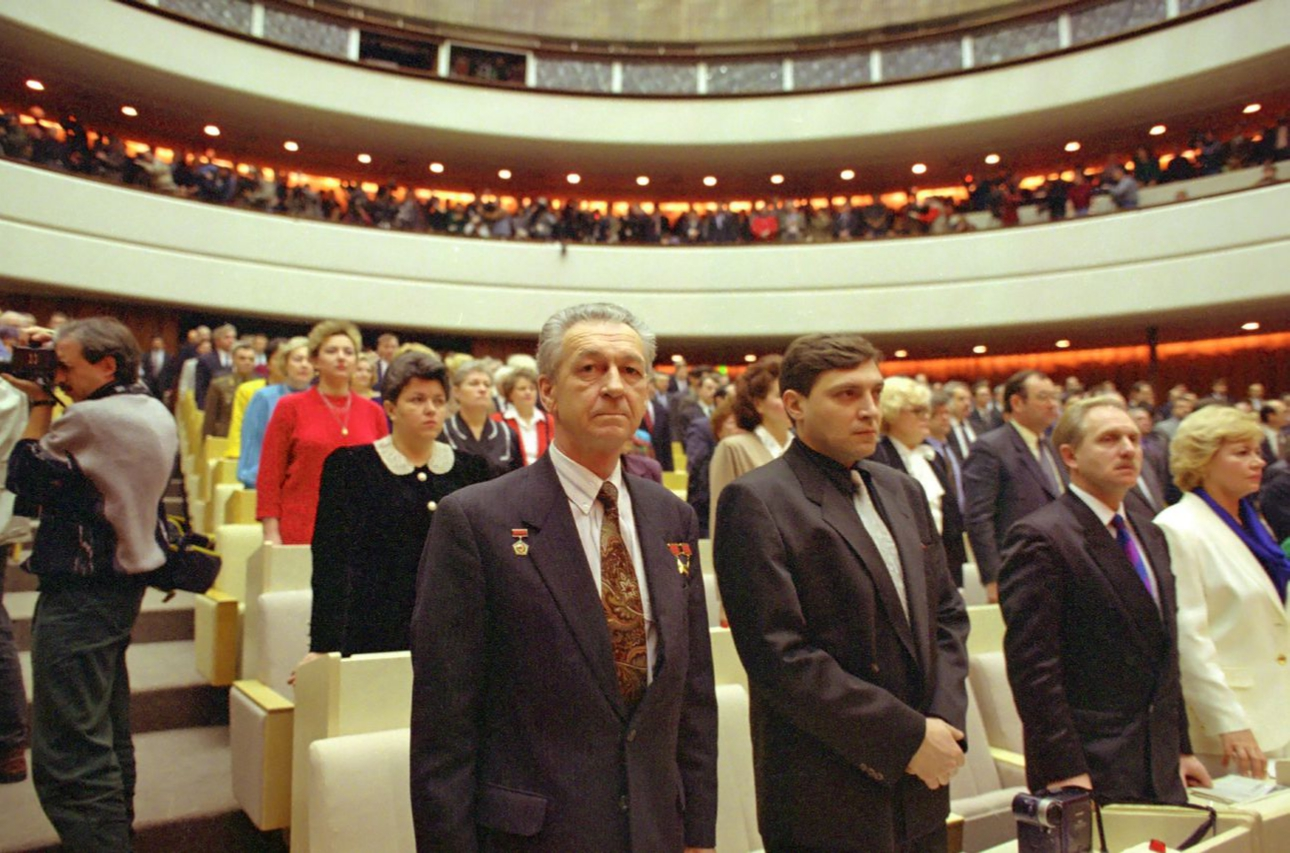
1994年1月11日国家杜马会议

2010年4月5日逝世。葬于莫斯科奥斯坦金诺公墓。

## 统计
| # | 发射载具 | 发射时间（UTC） | 对接空间站    | 着陆载具 | 着陆时间（UTC） | 时长总计         | 舱外活动次数 | 舱外活动时长 |
| - | -------- | --------------- | ------------- | -------- | --------------- | ---------------- | ------------ | ------------ |
| 1 | 联盟9号  | 1970年6月1日    | 不適用        | 联盟9号  | 1970年6月19日   | 17天16小时58分钟 | 0            | 0            |
| 2 | 联盟18号 | 1975年5月24日   | 礼炮4号空间站 | 联盟18号 | 1975年7月26日   | 62天23小时20分钟 | 0            | 0            |
|   |          |                 |               |          |                 | 80天16小时18分钟 | 0            | 0            |

## 社会兼职
- 俄罗斯联邦国家杜马代表（1993年－2007年）
- 俄罗斯联邦最高苏维埃代表（1990年－1993年）
- 俄罗斯联邦共产党中央执行委员会委员（1993年－1995年）
- 俄罗斯联邦共产党中央委员会委员（1995年－2010年）
- 社会主义劳动者党联合主席（1991年－1993年）
- 苏共二十五大代表（1976年）
- 苏芬友好协会副主席
- 苏联新闻工作者协会理事会成员

## 荣誉

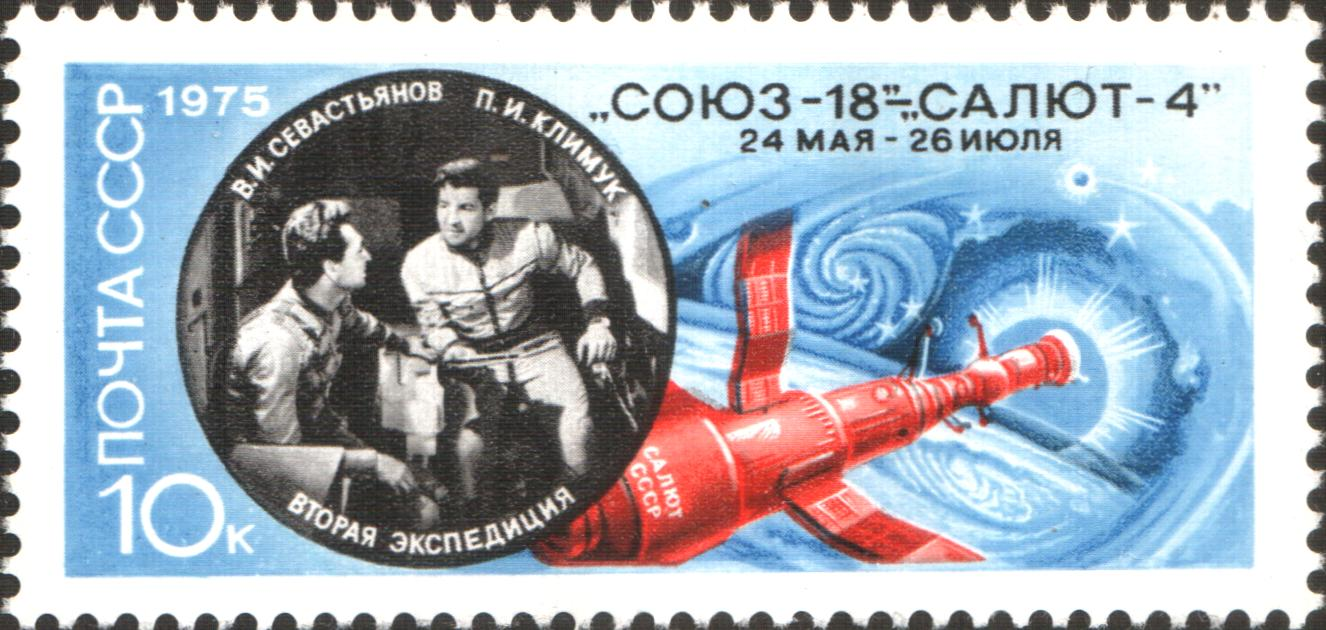
1975年苏联邮票

- 蘇聯英雄（1970年7月3日、1975年7月27日）
- 列寧勳章（1970年7月3日、1975年7月27日）
- 纪念列宁诞辰一百周年奖章（1970年）
- 苏联国家奖（1978年）
- 列宁共青团奖（1978年）
- 拜科努尔荣誉市民（1977年）[9]